# Cung điện tháp Guevara
Cung điện tháp Guevara (Tiếng Tây Ban Nha: Torre-palacio de Guevara) là một cung điện tháp nằm ở Barrundia, Tây Ban Nha. Nó được công nhận là Bien de Interés Cultural vào năm 1984.